# 艾萊弗森峰
76°52′S 146°25′W / 76.867°S 146.417°W
艾萊弗森峰（英語：Eilefsen Peak）是南極洲的山峰，位於瑪麗伯德地對面海域的拉德福德島北部，處於達內山東南面6公里，由美國的探險隊發現，現時由南極條約體系管理。